# Oh Happy Day
Pour les articles homonymes, voir Happy et Day.
Ne doit pas être confondu avec Happy Days (série télévisée).
Clip vidéo
[vidéo] « The Edwin Hawkins Singers - Oh Happy Day », sur YouTube
[vidéo] « Aretha Franklin - Oh Happy Day », sur YouTube
Oh Happy Day  (Oh Jour Heureux, en anglais) est une chanson de gospel américain, adaptée par Philip Doddridge et Edward Francis Rimbault (en) d'un hymne religieux du XVIIIe siècle inspiré des Actes des Apôtres de la Bible,,. Sa reprise en 1967 par The Edwin Hawkins Singers & Dorothy Combs Morrison (en) est un succès international avec plus de 7 millions de disques vendus dans le monde.

## Histoire
The Edwin Hawkins Singers & Dorothy Combs Morrison (en) enregistrent une première fois cette reprise en 1967 dans une église de Berkeley en Californie, pour arriver, deux ans plus tard, aux sommets des ventes de disques de nombreux pays. Ils l’interprètent entre autres le 30 avril 1972 sur la scène du RAI Amsterdam, accompagnés d'un groupe d'enfants français, les Poppys, devant 5 000 personnes.

## Reprises et adaptations
Ce tube de gospel est repris entre autres par Aretha Franklin, Etta James, Mahalia Jackson, Big Mama Thornton, Joan Baez, Quincy Jones, Elvis Presley, Ray Charles, Manu Dibango, Nana Mouskouri, Susan Boyle, Whitney Houston, Carole Fredericks, Florent Pagny, ou encore André Rieu...

## Quelques distinctions
- Songs of the Century (63e)
- Grammy Award for Best Soul Gospel Performance (en) (1970)
- Registre national des enregistrements du Congrès des États-Unis

## Cinéma et télévision
Ce chant est repris dans divers films et documentaires, dont:
- 1993 : Sister Act, acte 2, de Bill Duke, avec Whoopi Goldberg (bande originale);
- 1998 : Les Yeux dans les Bleus, documentaire sportif de Stéphane Meunier consacré à l'équipe de France de football sacrée championne de Coupe du monde de football 1998;
- 2000 : La Famille foldingue, de Peter Segal, avec Eddie Murphy;
- 2001 : Big Mamma, de Raja Gosnell;
- 2007 : Permis de mariage, de Ken Kwapis, avec Robin Williams;
- 2010 : Secretariat, de Randall Wallace;
- 2017 : Le Petit Spirou, de Nicolas Bary, l'air est repris pour la chanson Si on chantait interprétée par Vianney[6];
- 2018 : BlacKkKlansman : J'ai infiltré le Ku Klux Klan, de Spike Lee;
- 2020 : Bad Boys for Life, de Adil El Arbi et Bilall Fallah, avec Will Smith.